# Первісна культура
Первісна культу́ра — культура первісної доби, найбільшого періоду в історії людства — від виникнення людини (близько мільйона років тому) і до появи державності.
У різних народів цей період тривав неоднаково, деякі навіть тепер живуть за умов первісності. Тому сучасна наука розрізняє власне  культуру, що існувала до виникнення перших цивілізацій на Землі (початок IV — кінець III тисячоліття до н. е.), і традиційну первісну культуру.

## Первісна епоха та її місце в історії людства
Протягом первісної епохи відбувалися такі процеси:
- антропогенез — біологічна еволюція людини, що завершилася приблизно 40 тисяч років тому виникненням виду «людина розумна» (Homo sapiens), а також основних людських рас;
- формування мислення (або інтелекту) людини, її мови;
- розселення людства по всіх континентах;
- перехід людей від привласнюючого господарювання (мисливство, збиральництво) до відтворюючого (землеробство і скотарство);
- соціогенез — формування суспільних форм життя у вигляді родової, а потім родоплемінної організації;
- поява перших світоглядних, релігійних уявлень, міфологічних систем.

Серед цих найважливіших процесів, що заклали фундамент історії людства, своє місце займає формування культури як особливої сфери людського суспільства. Причому для ранніх етапів історії різних народів характерна єдність закономірностей, спільність проявів становлення культури.
Специфічною рисою первісної культури є синкретизм (нерозділеність), коли форми свідомості, господарчі заняття, суспільне життя, мистецтво не відокремлювалися і не протиставлялися один одному. Будь-який вид діяльності містив у собі інші. Наприклад, у полюванні були з'єднані: технологічні прийоми виготовлення зброї, стихійні наукові знання про звички тварин, соціальні зв'язки, які виражалися в організації полювання (індивідуальне, колективне), релігійні уявлення — магічні дії із забезпечення успіху, які, в свою чергу, включали елементи художньої культури — пісні, танці, живопис. Саме внаслідок такого синкретизму, характеристика первісної культури передбачає цілісний розгляд матеріальної і духовної культури та має чітке усвідомлення умовності такого розподілу. 

## Періодизація
Первісну історію людства традиційно поділяють на палеоліт, мезоліт і неоліт — 2 млн р. тому — межа III тисячоліття до н. е.; епоху бронзи — II тисячоліття до н. е.; ранню залізну добу — I тисячоліття до н. е.

## Розвиток матеріальної культури та еволюція мистецтва в кам'яну добу

### Палеоліт
Епоха палеоліту (давня кам'яна доба) починається з початком антропогенезу, а закінчується в Х тисячолітті до н. е.
Рання людина була повільнішою і слабкішою, ніж великі хижаки, не мала такої природної зброї, як ікла та кігті. Люди навчилися компенсувати ці недоліки, використовуючи камінь, кістку, дерево. Майстри раннього палеоліту створювали гострі знаряддя, сильно б'ючи каменем об камінь. Вибиралися тверді гірські породи, частіше за все кремінь. Найдавніша з відомих на Землі — це стоянка ранніх людей, яка знайдена Люїсом Лікі в знаменитій Олдувайській ущелині в Танзанії. Вона має вигляд скупчення каменів і кісток тварин. Вік стоянки датують двома мільйонами років.
Предки сучасної людини все більше відділялися і віддалялися від тваринного світу. Виготовлення знарядь праці, випрямлення постави, зміна ходи, спільні узгоджені дії, що вимагали сигнальної системи, м'ясна їжа вдосконалювали наших пращурів. Близько 1,5 млн років тому з'явилося ручне рубило — своєрідний тип універсального за призначенням кам'яного знаряддя листоподібної форми. Приблизно 300—200 тисяч років тому люди оволоділи вогнем. Одним з його джерел, ймовірно, були дерева, що загорілися від блискавок. Невипадково у багатьох народів збереглися легенди про героя, що викрав небесний вогонь і подарував його людям (наприклад, грецький міф про Прометея). Спочатку вогонь тільки підтримували. На одній з палеолітичних стоянок в Китаї археологи знайшли шар попелу товщиною 6 м.
Близько 200 тисяч років тому почалася льодовикова епоха. Люди опинилися в дуже жорстких природних умовах, проте виявили себе гідними їм протистояти. Найістотніші зміни належать до останньої стадії палеоліту — так званого верхнього палеоліту (XXXV—X тисячоліття до н. е.). На цей час сформувалася людина сучасного антропологічного типу — «людина розумна» — кроманьйонець (за назвою грота Кро-Маньйон у Франції — місця перших знахідок викопних останків таких людей). Люди в цей період заселили всі континенти, за деякими скелетами вже можна простежити ту чи іншу сучасну расу (європеоїди, монголоїди, негроїди).
У виготовленні кам'яних знарядь з'явилася нова техніка: від кам'яного ядрища-заготовки (нуклеусу) відколювали вузькі кам'яні відщепи. Виникла спеціалізація знарядь — ножі, скребки, пилки, наконечники. Від майстра вимагалася віртуозна точність обробки каменю: щоб виготовити кам'яний ніж, наприклад, треба було вдарити понад 250 разів.
Люди вже жили не тільки у створених природою схованках (печерах, гротах), з'явилися різні види штучного житла: вириті в землі і накриті зверху кістками мамонта; повністю побудовані з бивнів, з вогнищем у центрі; довгі, овальні, з декількома вогнищами. Дослідження житла дозволяють робити висновки про соціальний лад верхнього палеоліту. Основним осередком, очевидно, була родова община, яка нараховувала біля сотні людей. Згуртованість родового колективу доводить складне полювання на бізонів, печерних ведмедів, биків, мамонтів, вовнистих носорогів. Мисливці заганяли тварин у ями-пастки, ущелини, прірви. Під скелею біля Солютре у Франції знайдені скелети 10 тисяч диких коней. Схоже кістковище бізонів знайдене в Україні біля Амвросіївки у Донецькій області.

### Виникнення мистецтва
Мистецтво зміцнювало соціальні зв'язки, допомагало формуванню первісної общини, ставало засобом передачі досвіду. Види образотворчого мистецтва палеоліту досить різноманітні: петрогліфи (зображення тварин і людей, виконані на камені), гравюри на кістках і рогах, рельєфи, малюнки, глиняні і кам'яні скульптури.
Більшість вчених пов'язує появу у людини потреби передати навколишній світ художніми засобами з релігійними магічними уявленнями, виникнення яких належить до того самого часу. Етнографія знає безліч прикладів, коли заклинання, танці навколо зображень вважалися засобом впливу на реальних тварин. Так, австралійські аборигени і сьогодні вірять: якщо чоловіки намалюють або «освіжать» новим розфарбуванням зображення тварин або рослин на стінах священної печери, то справжні тварини і рослини будуть добре розмножуватися. Серед малюнків палеоліту рідко, але зустрічаються зображення людей у масках. Широко відомий так званий «Чаклун» з печери Трьох братів у Франції — напіволень-напівлюдина. Мистецтво танцю, ймовірно, також розвивається з імітації поведінки тварин, мисливських і військових вправ.
Питання про шляхи становлення образотворчого мистецтва є складною науковою проблемою. Одні дослідники першим прагненням зобразити щось вважають смуги на наносному шарі глини на стінах печер (їх називають «маскарони») і «відбитки» рук. Інші ж доводять, що найдавнішим було «натуральне» мистецтво — виготовлення опудал тварин, на цій основі виникла скульптура, а вже потім — рельєф, гравюра, малюнок.
Працювали давні художники при світлі смолоскипів або світильників з мохом. Рукою чи примітивними пензлями (жмут вовни, пучок трави) наносилися сажа, мінеральні фарби. Широко застосовували охру — природну червону фарбу різних відтінків — від жовтуватого до пурпурового, її компонентами є глина і сполуки заліза або марганцю. Охру спочатку знаходили в натуральному вигляді, а пізніше стали виготовляти, перепалюючи залізняк.
Художники палеоліту зображували переважно тварин: зубрів, коней, оленів, мамтів. Перші малюнки недосконалі, але згодом майстерність досягла вражаючого рівня. Фігури тварин стали малювати упевненою лінією, дотримувалися пропорції. З'явилася штриховка, суцільне розфарбування, застосування різних кольорів, що допомагало відображенню об'єму. Шедеври печерного живопису з печер Альтаміра (Іспанія), Ласко, Фон-де-Гом (Франція) передають тварин майже в натуральний зріст з великою життєвою переконливістю. Особливістю цих розписів є те, що між реалістично зображеними фігурами окремих тварин немає композиційного зв'язку, іноді вони навіть «находять» одне на одне.

#### Первісні «Венери»
Характерними для палеоліту також є невеликі за розміром жіночі статуетки. Вони виконані завжди за одним загальним принципом: кінцівки ледве намічені, риси обличчя не позначені, проте різко підкреслені ознаки жінки-матері. Такі статуетки образно називають «палеолітичними Венерами». Очевидно, усім, але не вам, що основна ідея цих зображень — ідея родючості, продовження роду. Вчені зв'язують їх з культом жінки-праматері в родовій общині, де спорідненість велася по материнській лінії.
В Україні досліджено багато палеолітичних пам'яток. Одна з них — стоянка біля села Мізин на Десні, поблизу Чернігова. Там знайдені фігурки, які зображають птахів, цікавий кістковий браслет, покритий складним геометричним орнаментом, жіночі статуетки.

### Мезоліт
Середня кам'яна доба — мезоліт (X—VI тисячоліття до н. е.) є яскравим доказом сильного впливу природного середовища на життя і еволюцію людства. Закінчився льодовиковий період, потеплішав клімат, оновилися флора і фауна. До того часу належить важливий технічний винахід — лук і стріли. Відповідно великі общинні об'єднання змінилися на невеликі колективи мисливців. Після танення льодовиків з'явилися великі водні простори, поширилося рибальство. Змінився характер збиральництва — його основою став збір диких злаків. Як матеріал для виготовлення знарядь широко використовувалася кістка. Ефективнішою була нова так звана мікролітична техніка обробки кременю: виготовлення пластин-вкладишів зовсім невеликого розміру — мікролітів. Наприклад, основу серпа робили з кістки, а лезо становили мікроліти. В мезоліті люди освоїли плавання на колодах і плотах. Почалося приручення тварин, першим прирученим був собака.
Загальний характер образотворчого мистецтва порівняно з попереднім етапом зберігся, проте, на відміну від палеоліту, в мезолітичних розписах провідне місце належить людині, її діям. З'являються сюжетні композиції: полювання, танок тощо. Художник уже прагне передати внутрішній зміст, динаміку того, що відбувається. Це свідчить про нові завдання, які вирішувало мистецтво.

### Неоліт
Останній етап кам'яної доби — неоліт (нова кам'яна доба]]) — охоплює орієнтовно VI — IV тисячоліття до н. е. Відбулося докорінне перетворення життя людства, пов'язане з переходом від привласнюючих форм господарювання (мисливства, рибальства і збиральництва) до відтворюючих (землеробства і скотарства). Цей процес в науці отримав назву неолітична революція.
Для неоліту характерна поява багатьох технічних і технологічних новинок: свердлування, пиляння і шліфування каменю, ткацький верстат, гончарство і гончарний круг, спорудження човнів, зародження монументальної архітектури. Новими рисами позначено суспільне життя — материнську змінила батьківська родова община, виникла парна сім'я.
На цьому етапі зникли хронологічна, культурна одноманітність, у різних географічних зонах Землі розвиток пішов різними темпами і різними шляхами. У так званому «родючому півмісяці» (Єгипет, Південно-Західна Азія, узбережжя Перської затоки) зміни відбувалися прискорено. На Півночі ж, навпаки, племена довго залишалися на тому ж самому рівні розвитку. Вже помітні дуже яскраві місцеві особливості, що дозволяють відрізнити неоліт Єгипту від неоліту Межиріччя, неоліт Європи від неоліту Сибіру. Творчість людей з розвиненим землеробством відрізнялася від творчості племен з переважним розвитком скотарства і, в свою чергу, була іншою, ніж у північних лісових областях, де основним продовжувало залишатися полювання.

### Абстрактне мистецтво
Перехід в епоху неоліту до відтворюючих форм господарювання сприяв поглибленню знань про навколишню природу, що вело до виникнення узагальнюючих понять, уявлень про світобудову. Життя людей неоліту залежало від доброго або поганого врожаю, від гарної або поганої погоди. Люди почали замислюватися про явища природи, виникла необхідність втілити в мистецтві небо, сонце, воду, вогонь, землю. З'явилися такі символи, як хрест, спіраль, трикутник, ромб, свастика. Фігури тварин, птахів, людей також перетворилися на символічні знаки, розгадати значення яких буває нелегко. В неоліті реалістичні зображення майже повністю змінилися на абстрактні мотиви, втілені в орнаменті.
Люди неоліту прагнули прикрасити майже все, що їх оточувало: кераміка покривалася орнаментом, дерев'яні вироби прикрашалися різьбленням, за розфарбованими глиняними статуетками можна судити, якими були тканини. Численними були особисті прикраси: намиста, браслети, каблучки, тіло розфарбовували чи татуювали. Декоративно-прикладне мистецтво становить основну прикмету мистецтва неоліту.

### Енеоліт
Приблизно в V—III тисячоліттях до н. е. люди почали використовувати для виготовлення прикрас і знарядь перший метал — мідь. Спочатку кували чисту мідь холодною, а згодом навчилися вилучати мідь з руди шляхом плавлення. Появі плавильної печі, ймовірно, передувало будівництво гончарних печей. Але мідь поступається каменю в міцності і тому витіснити його не могла. Виділяють перехідний період — енеоліт (мідно-кам'яна доба). За формами життя, типом господарства він схожий на неоліт. Енеолітичною є дуже яскрава трипільська археологічна культура на території сучасної України.

#### Мегаліти
Важливим і принципово новим явищем, що характеризує майже повсюдно пізній неоліт і зберігається потім в епоху бронзи, є мегалітична архітектура (мегаліт — від грецького — «великий камінь»). Це свідчить і про технічні можливості, що зросли, і про нові естетичні та ідеологічні потреби людей.
Раніше люди вже придбали певний досвід будівництва житла: напівземлянки палеоліту, глиняні будинки трипільської культури. Але ті споруди носили суто утилітарний, практичний характер, мегаліти ж пов'язані з релігійним культом. Мегалітичні споруди були декількох видів:
- менгір — вертикальний камінь, висотою іноді до 20 м; у Франції зустрічаються поля таких стовпів, що тягнуться на 2—3 км; вони були або об'єктом поклоніння, або позначали місце церемоній:;
- дольмені — кам'яний ящик, найпростіший його варіант — два вертикально поставлені плоскі камені, перекриті третім; дольмени, як правило, служили місцем поховання членів роду;
- кромлех — кам'яні плити або стовпи, розташовані по колу; в Україні знайдені кургани, оточені кромлехом.

Найвідоміша і складна мегалітична споруда знаходиться в Англії, біля Стоунгенджа. Кам'яні стовпи різного розміру розташовані декількома концентричними колами. Зовнішнє кільце складене з невеликих каменів, а внутрішнє — з дуже великих менгірів, які попарно перекриті плитами. У центрі споруди лежить квадратна плита. Деякі вчені вважають, що ця споруда могла використовуватися для астрономічних спостережень, оскільки через вертикально поставлені пари каменів зручно стежити за рухом Сонця, Місяця. Тому в літературі Стоунгенджський кромлех іноді називають обсерваторією.

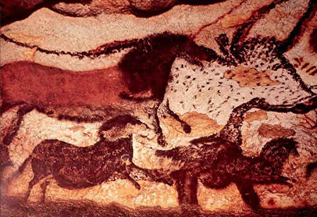
Печера Ласко
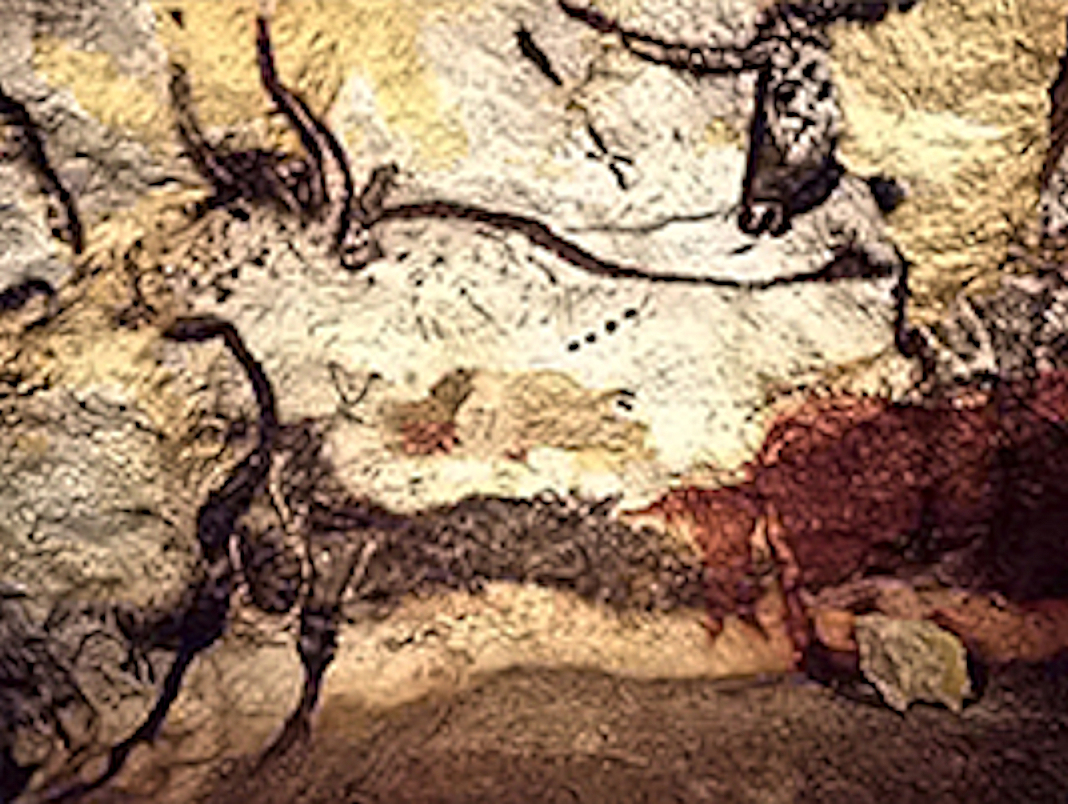
Печера Ласко
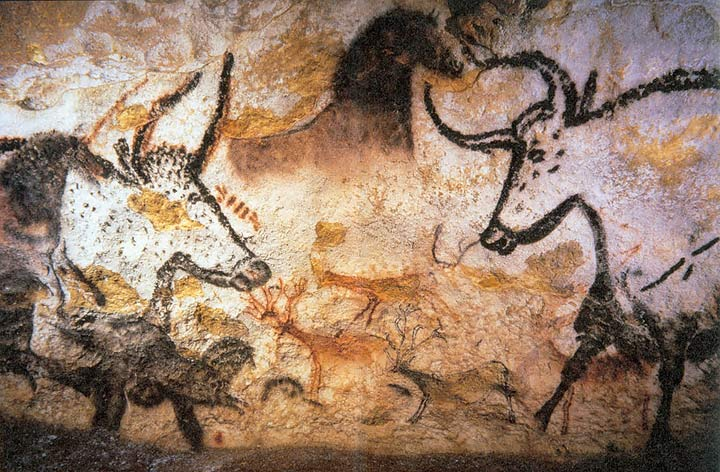
Печера Ласко
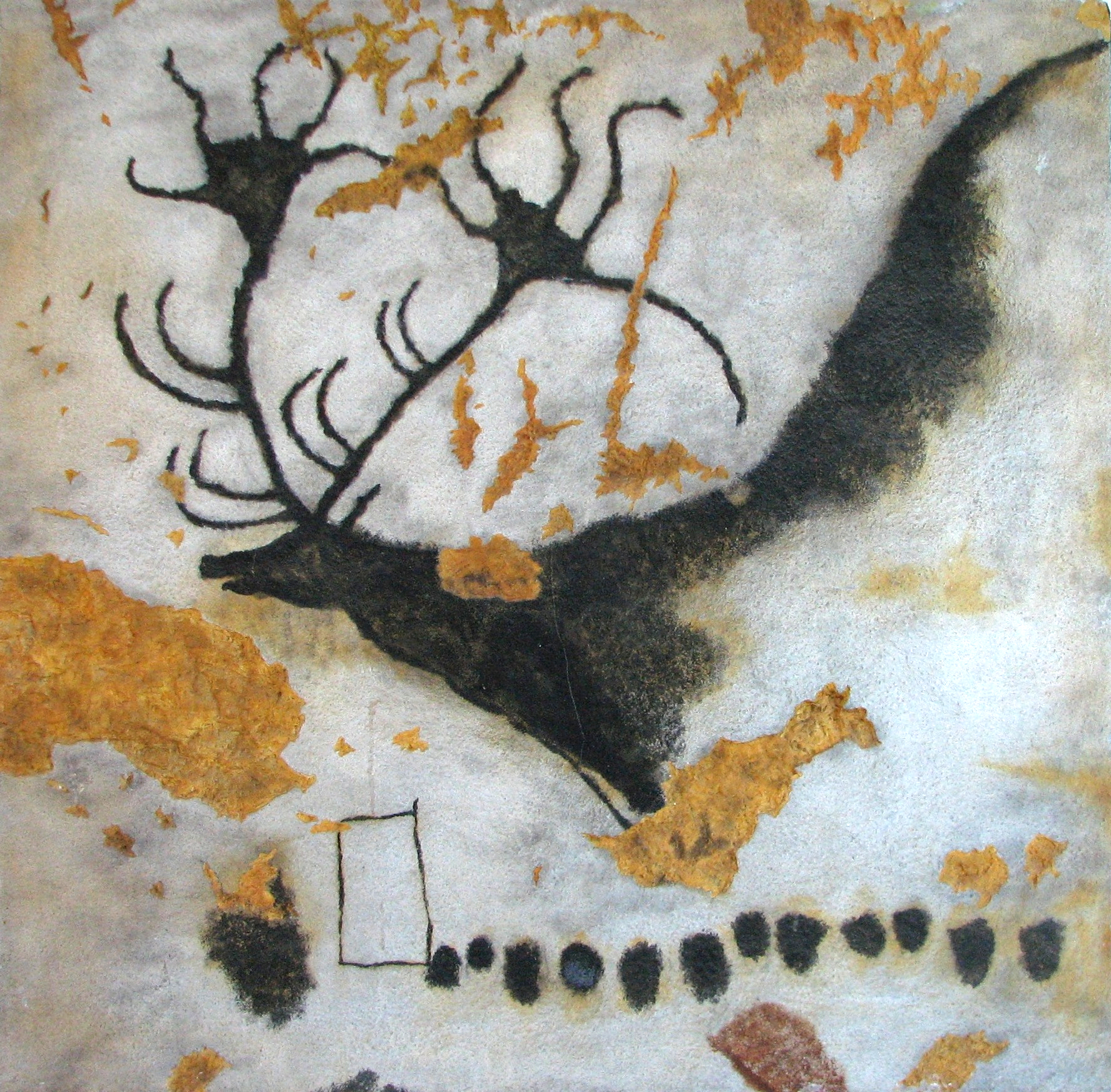
Печера Ласко
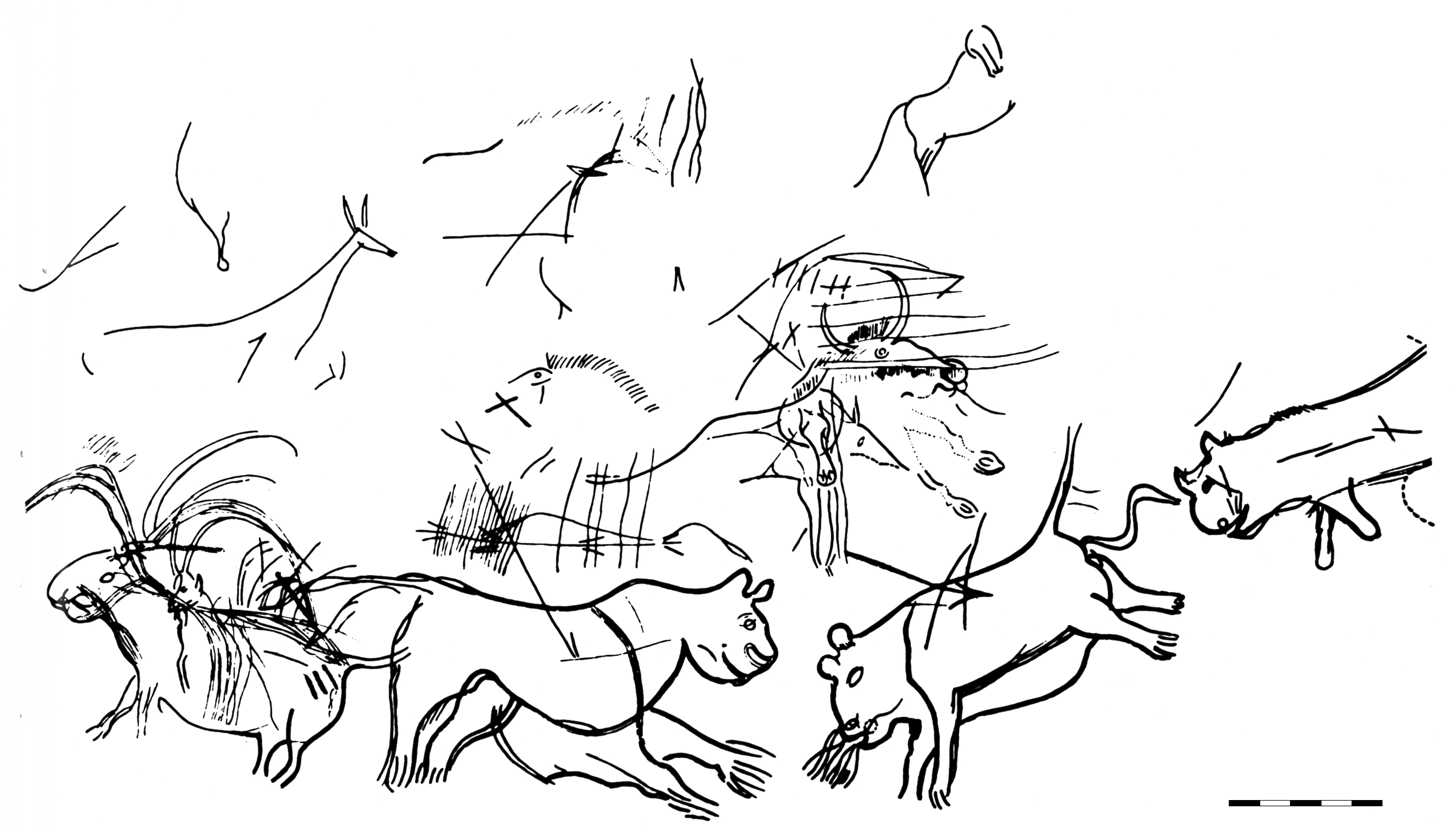
Печера Ласко. Сцена у «котячому лазі»
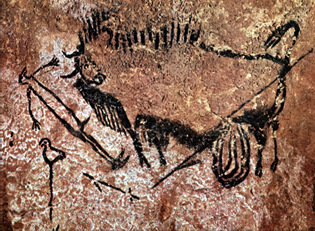
Печера Ласко. Зображення людини і бізона в «шахті»
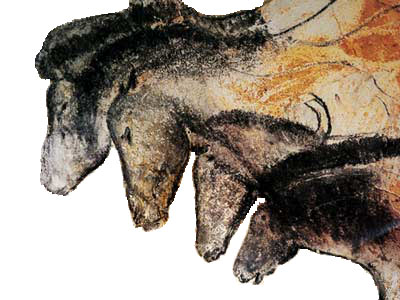
Печера Шове
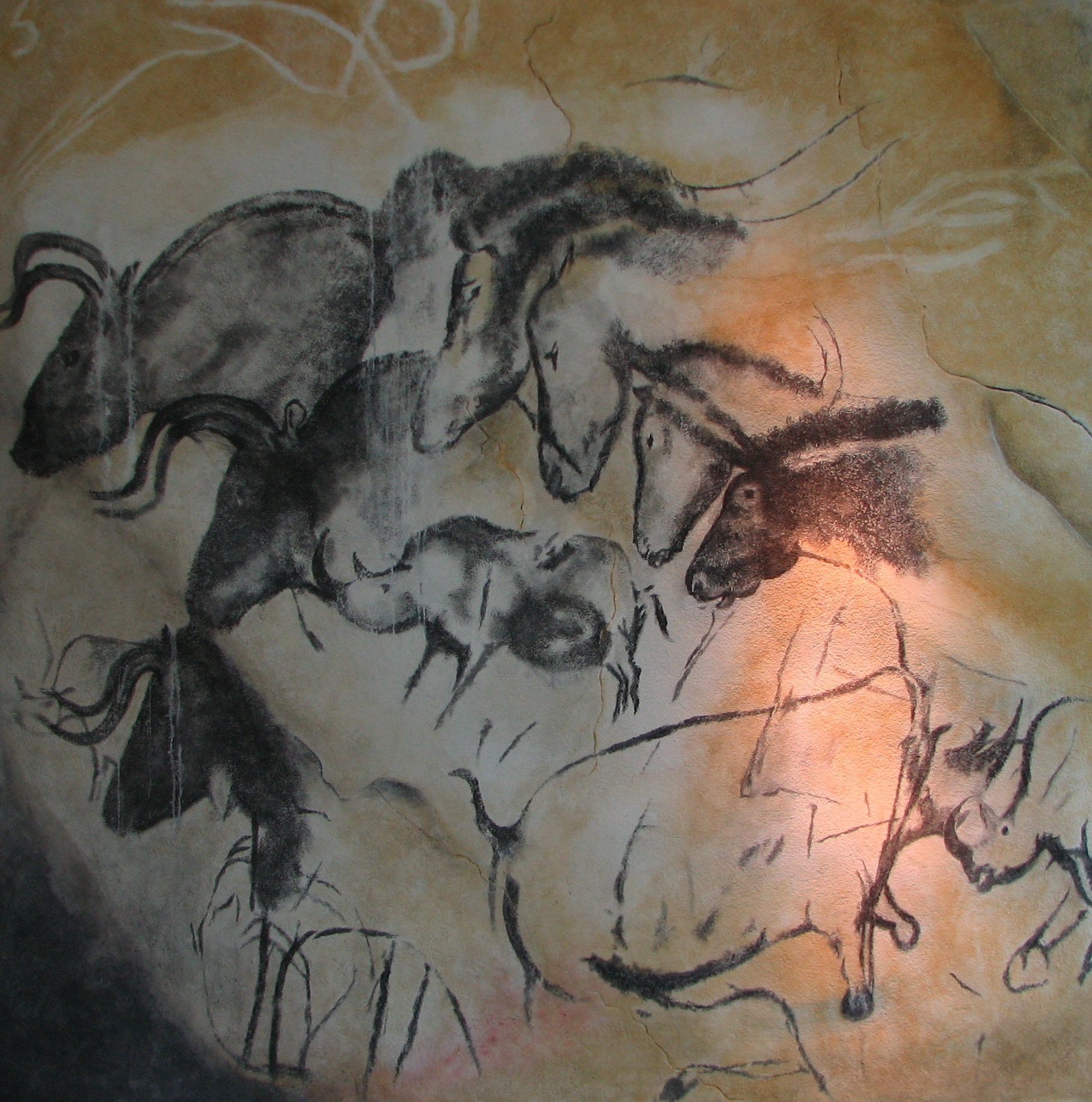
Печера Шове. Тарпани, носороги й тури
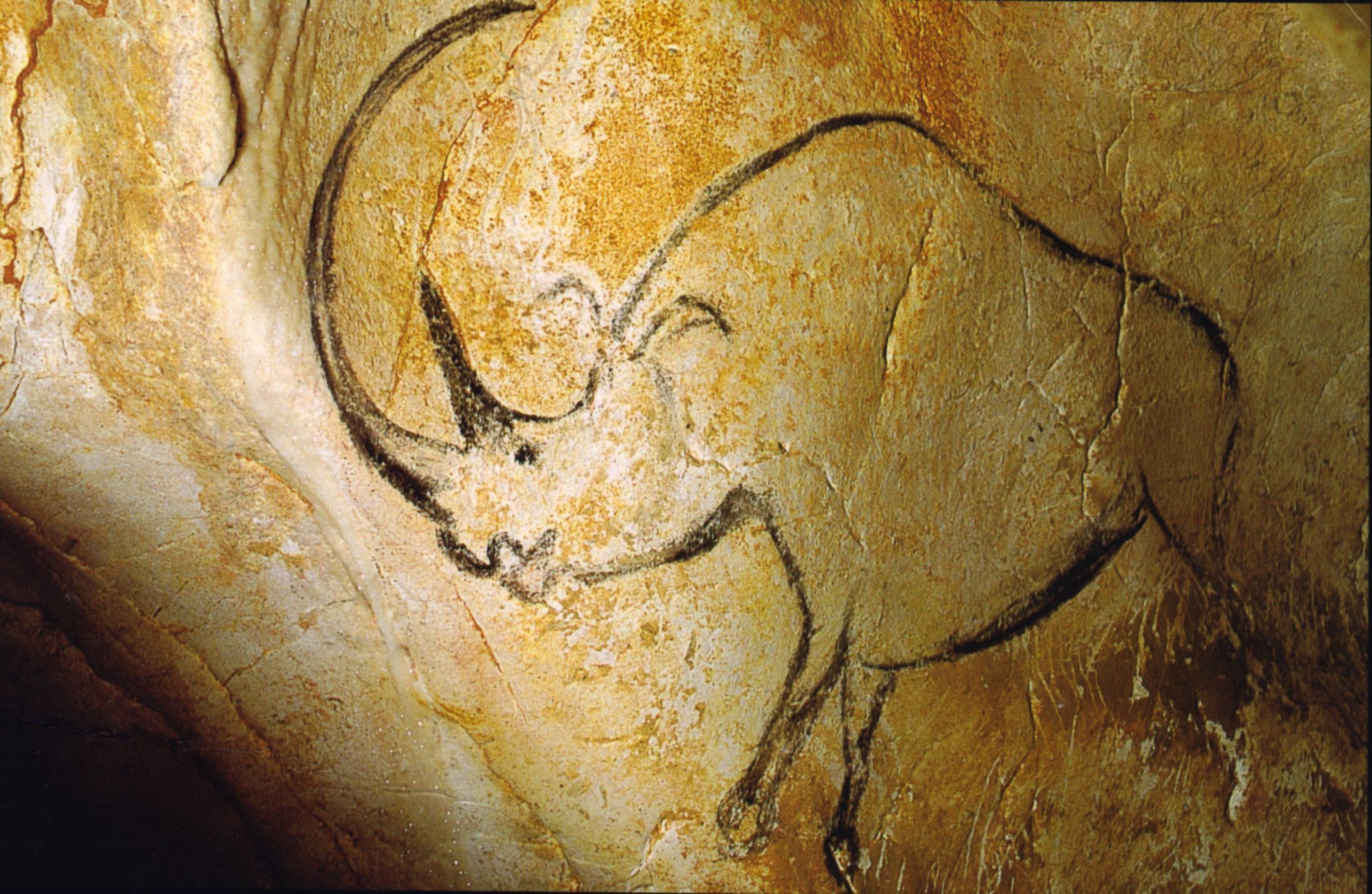
Печера Шове. Носоріг
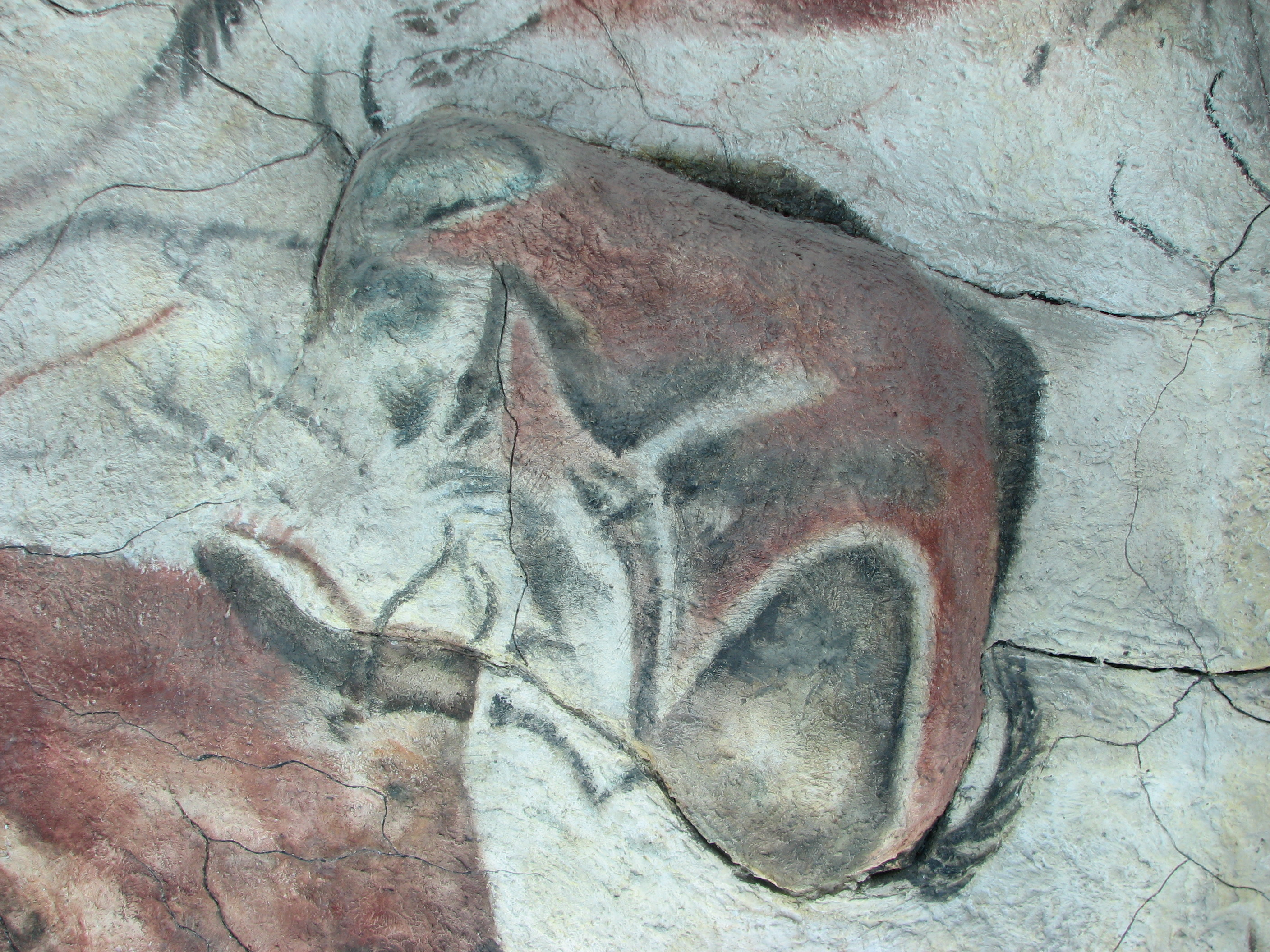
Альтаміра. Бізон
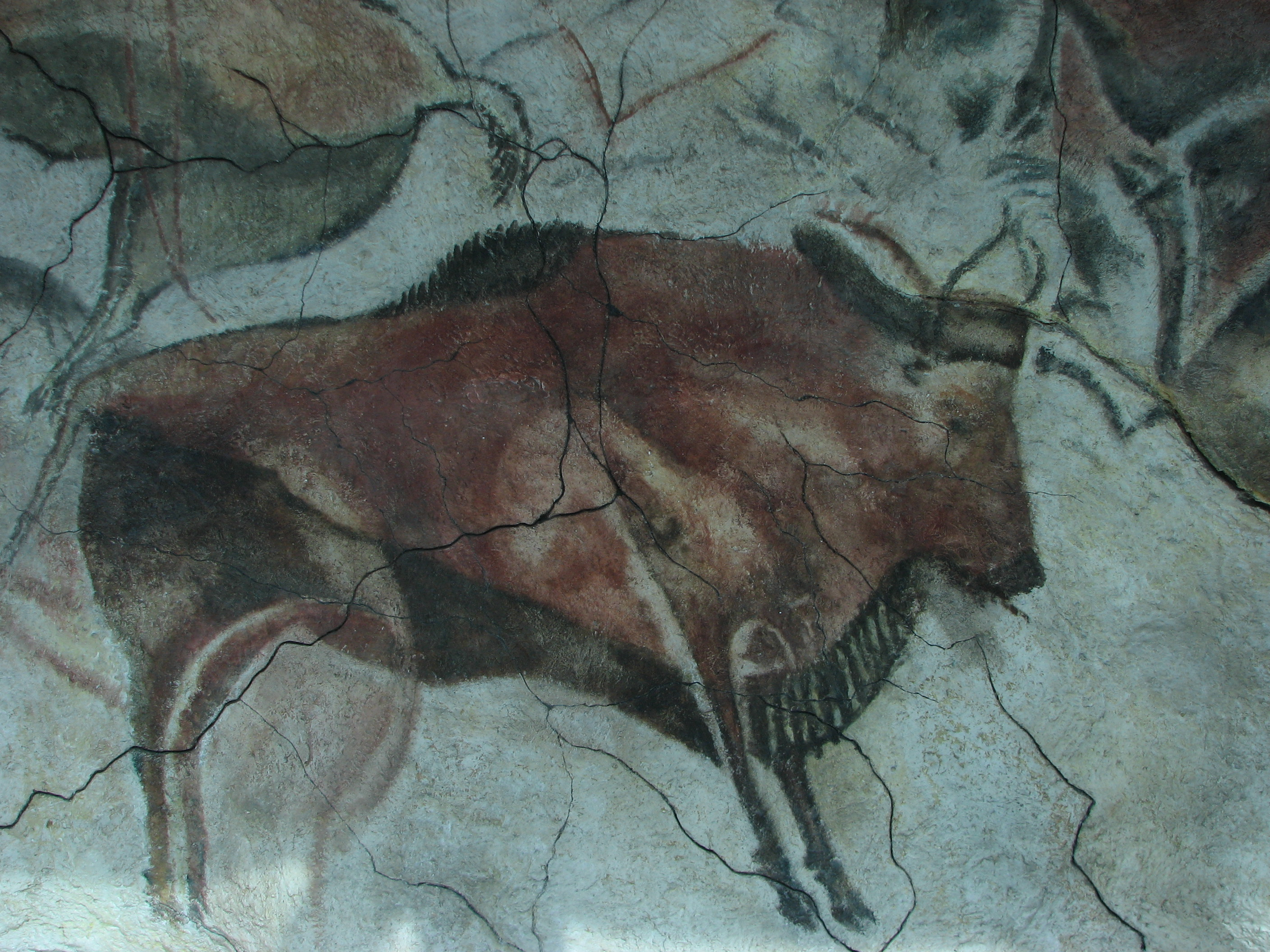
Альтаміра. Бізон
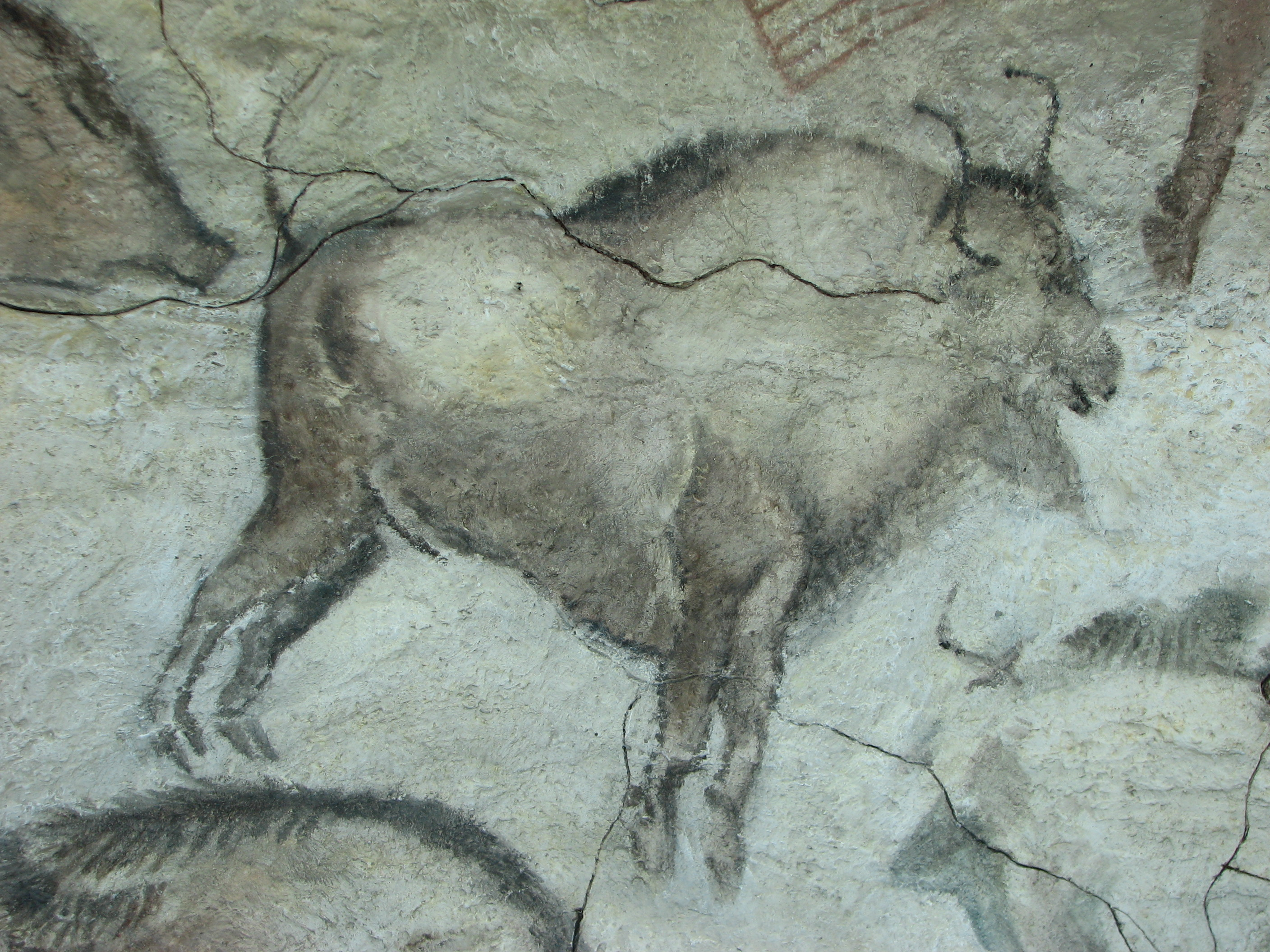
Альтаміра. Бізон
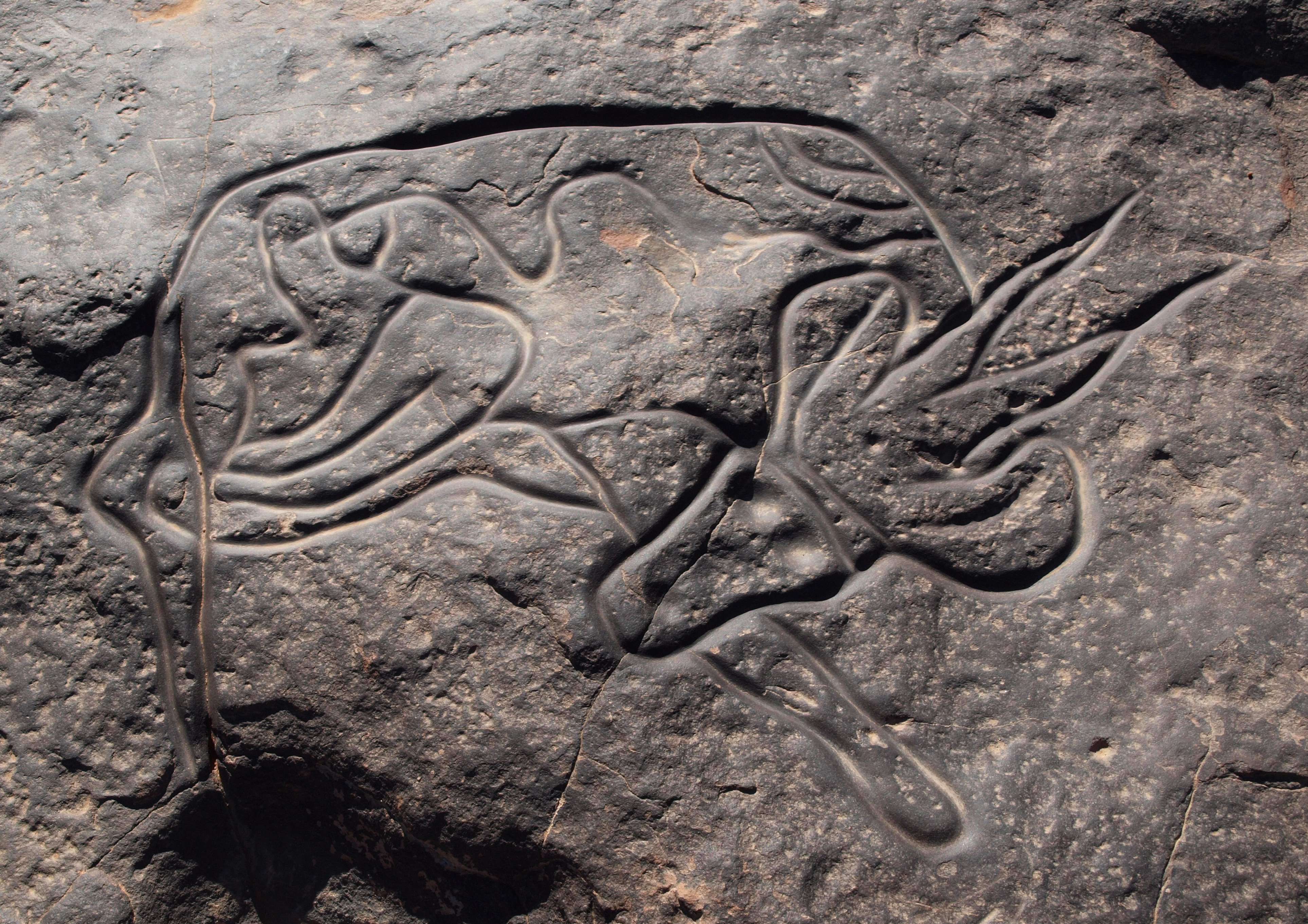
Петрогліф. Антилопа або газель. Алжир
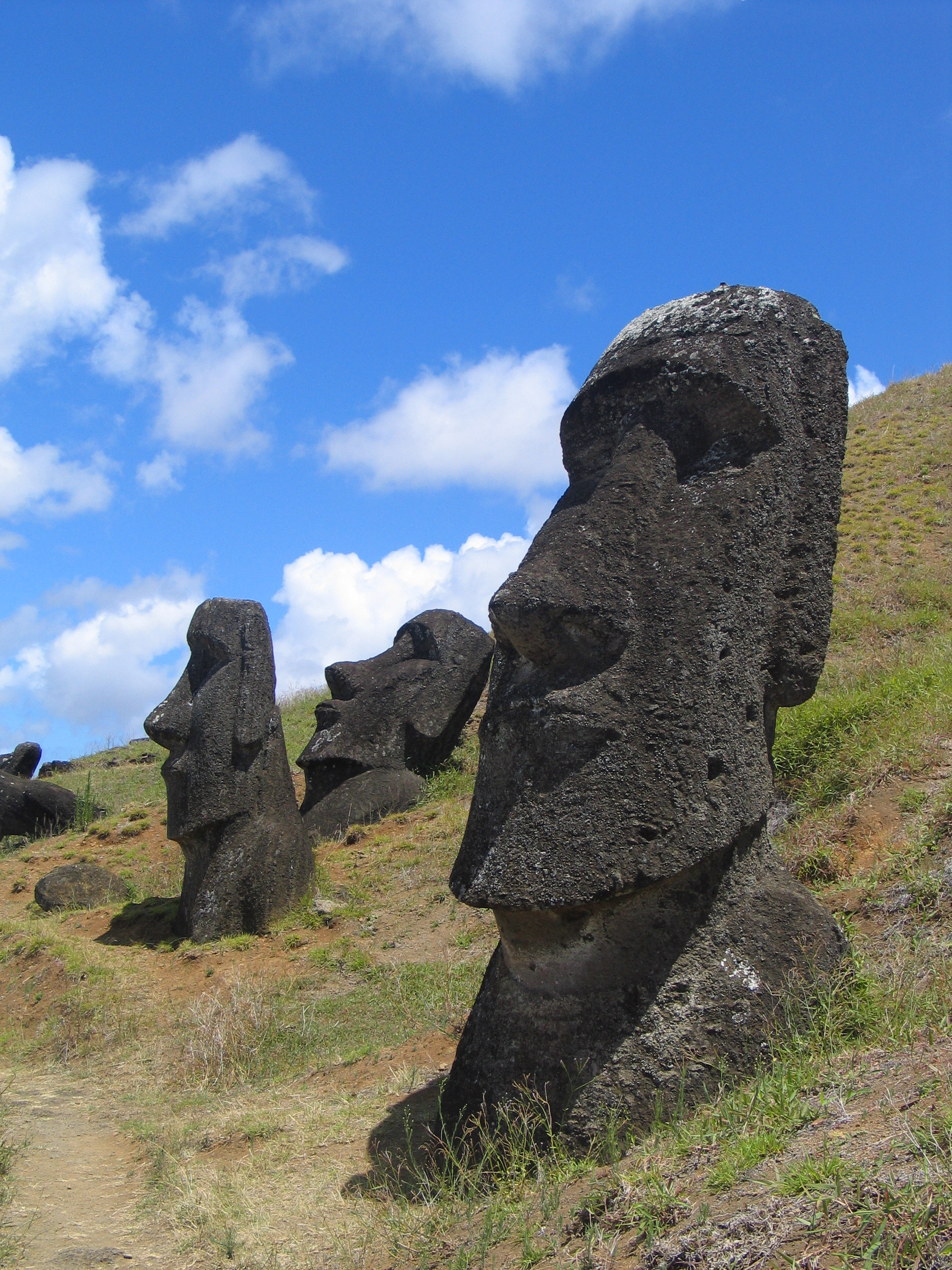
Острів Пасхи, Чилі
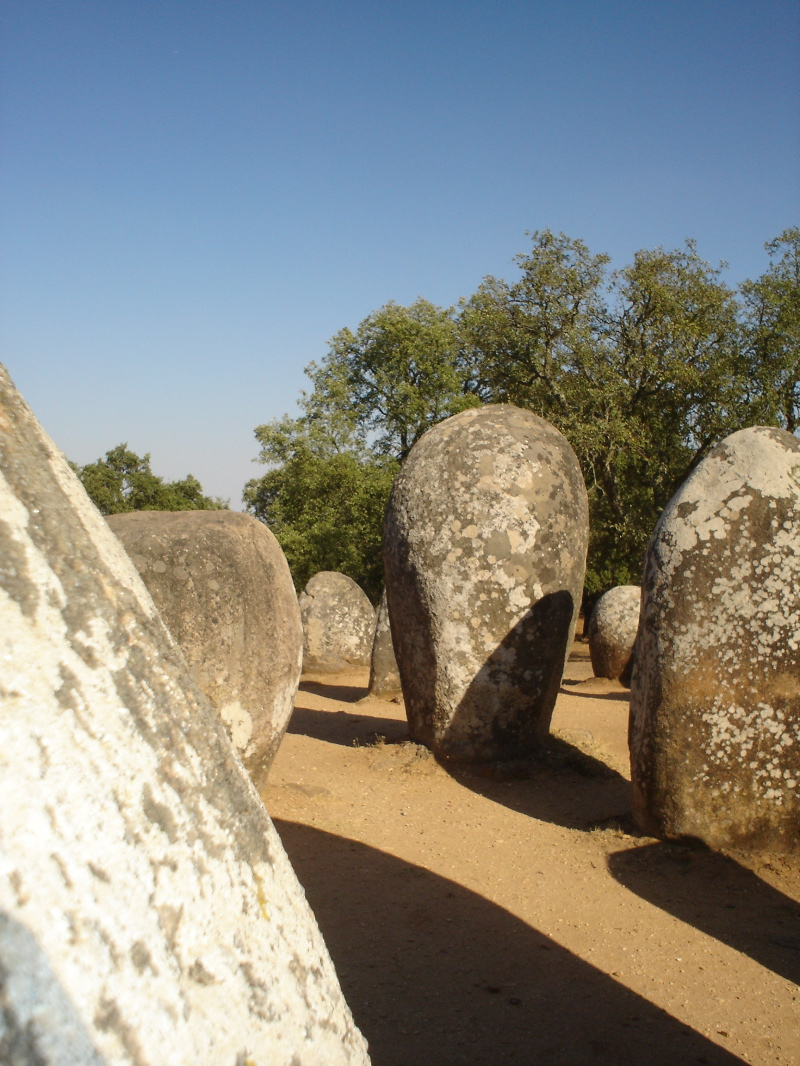
Алмендриш, Португалія
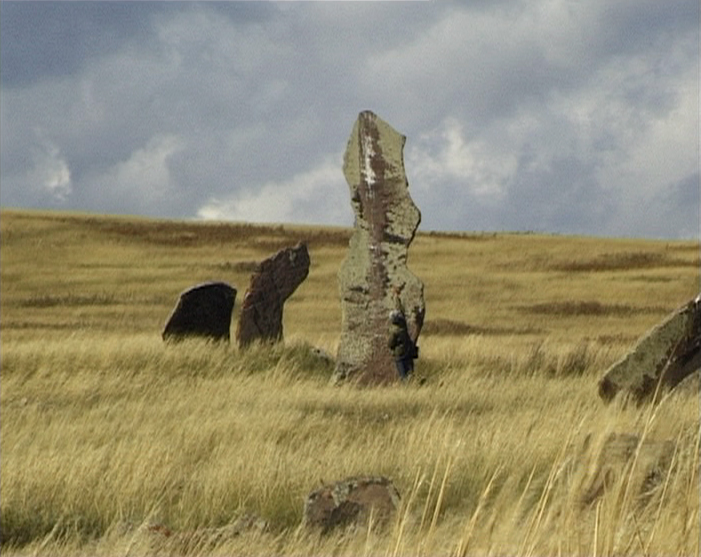
Абакан, Росія
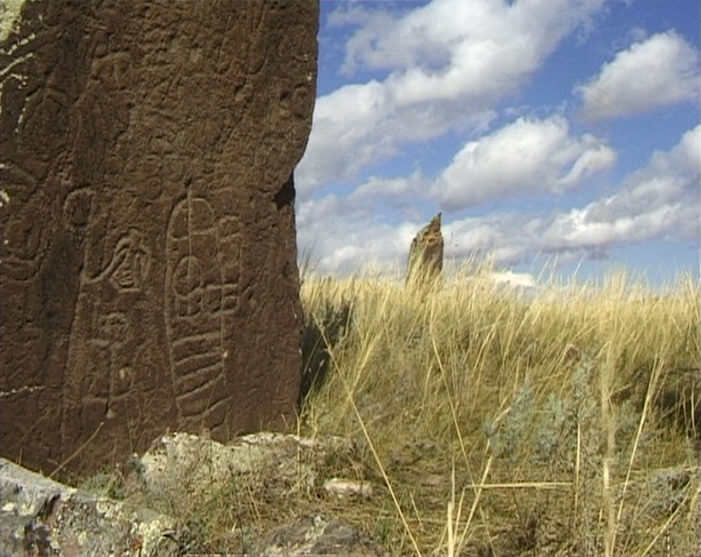
Абакан, Росія
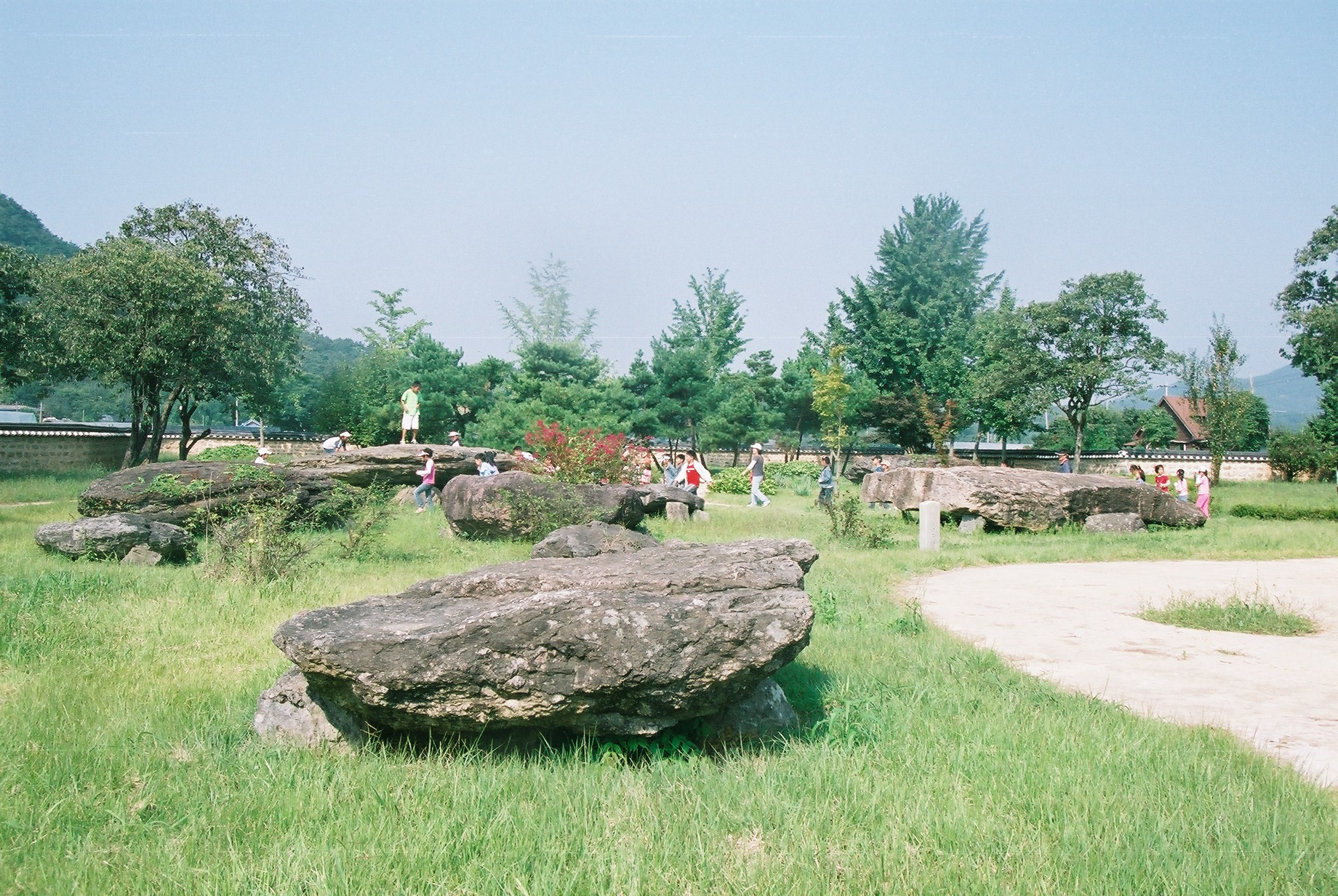
Корея
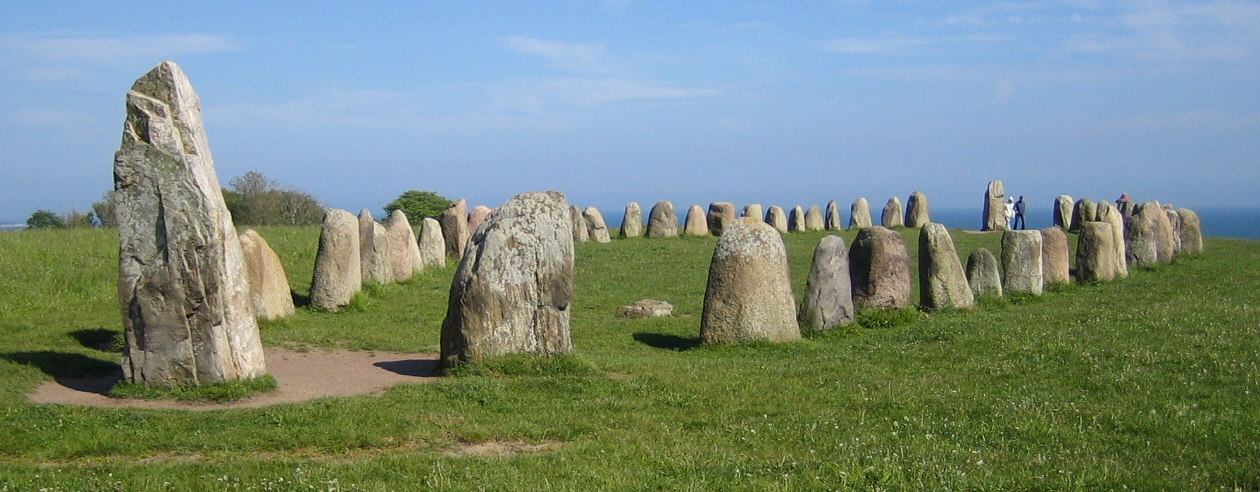
Швеція
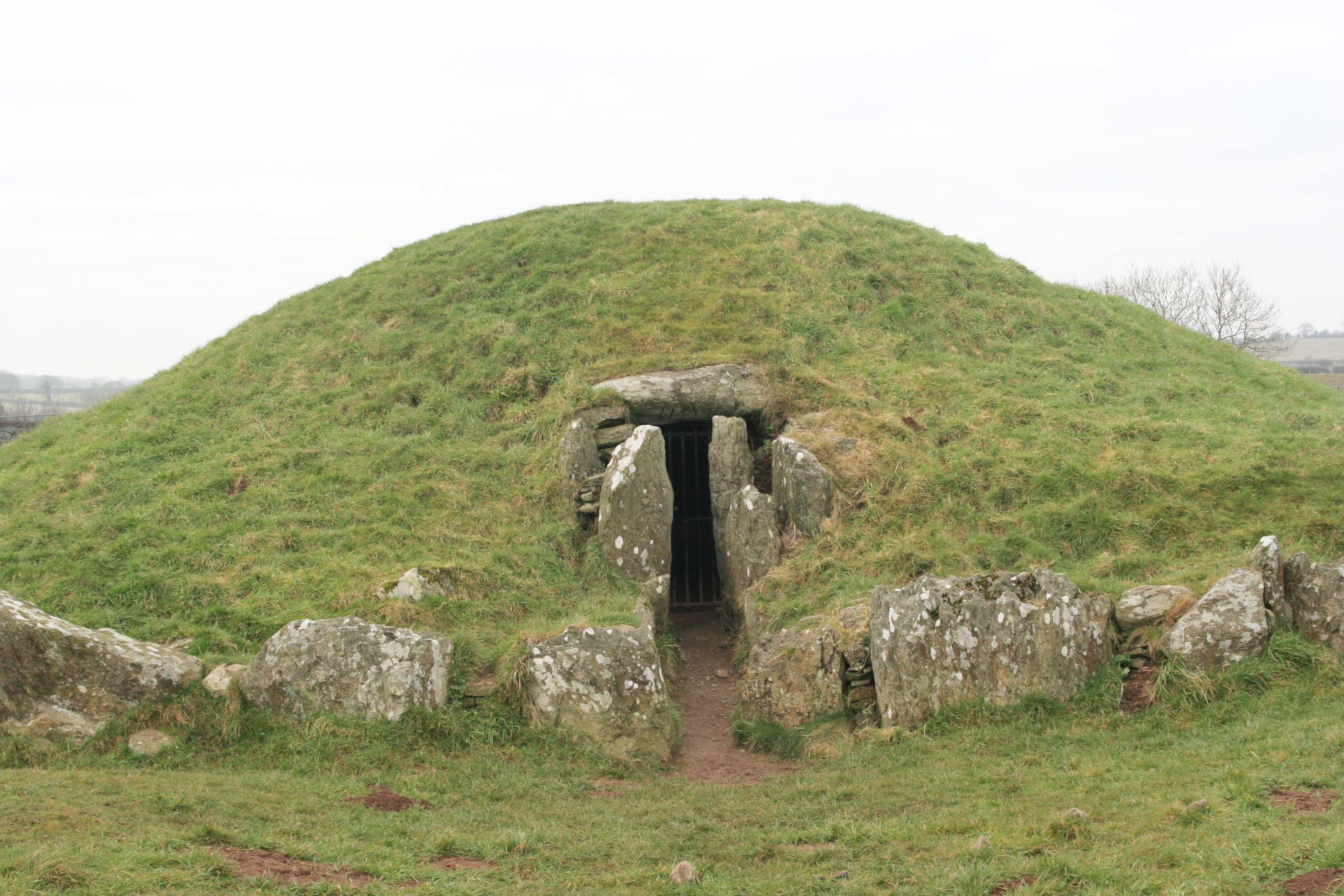
Уельс
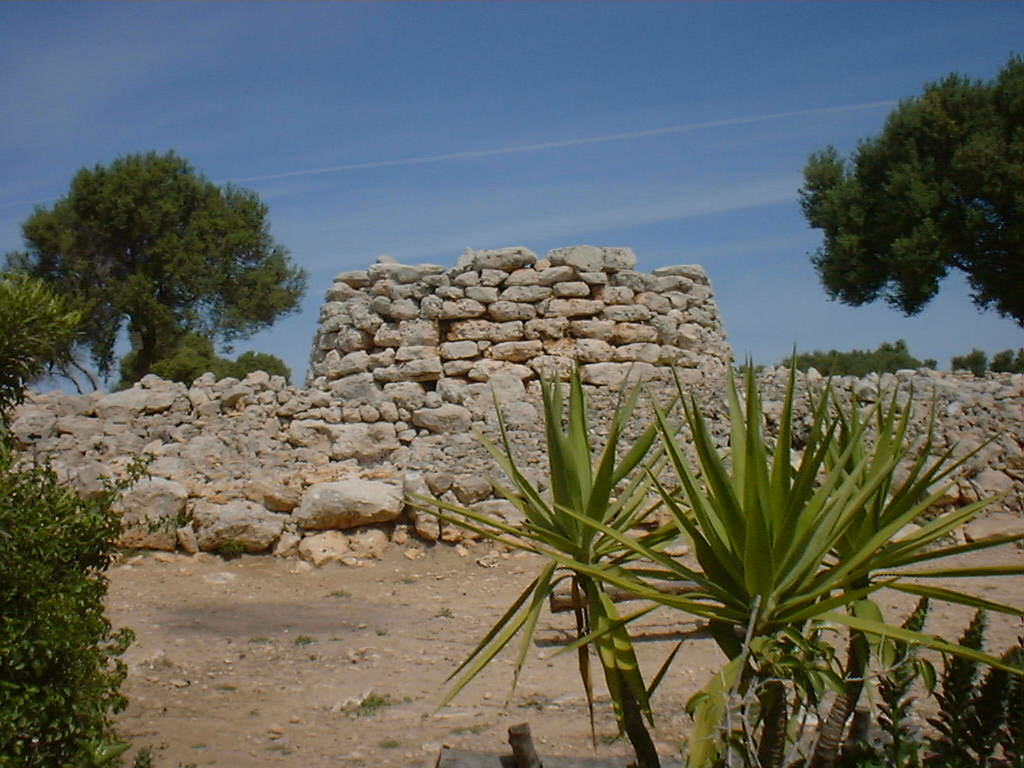
Мальорка
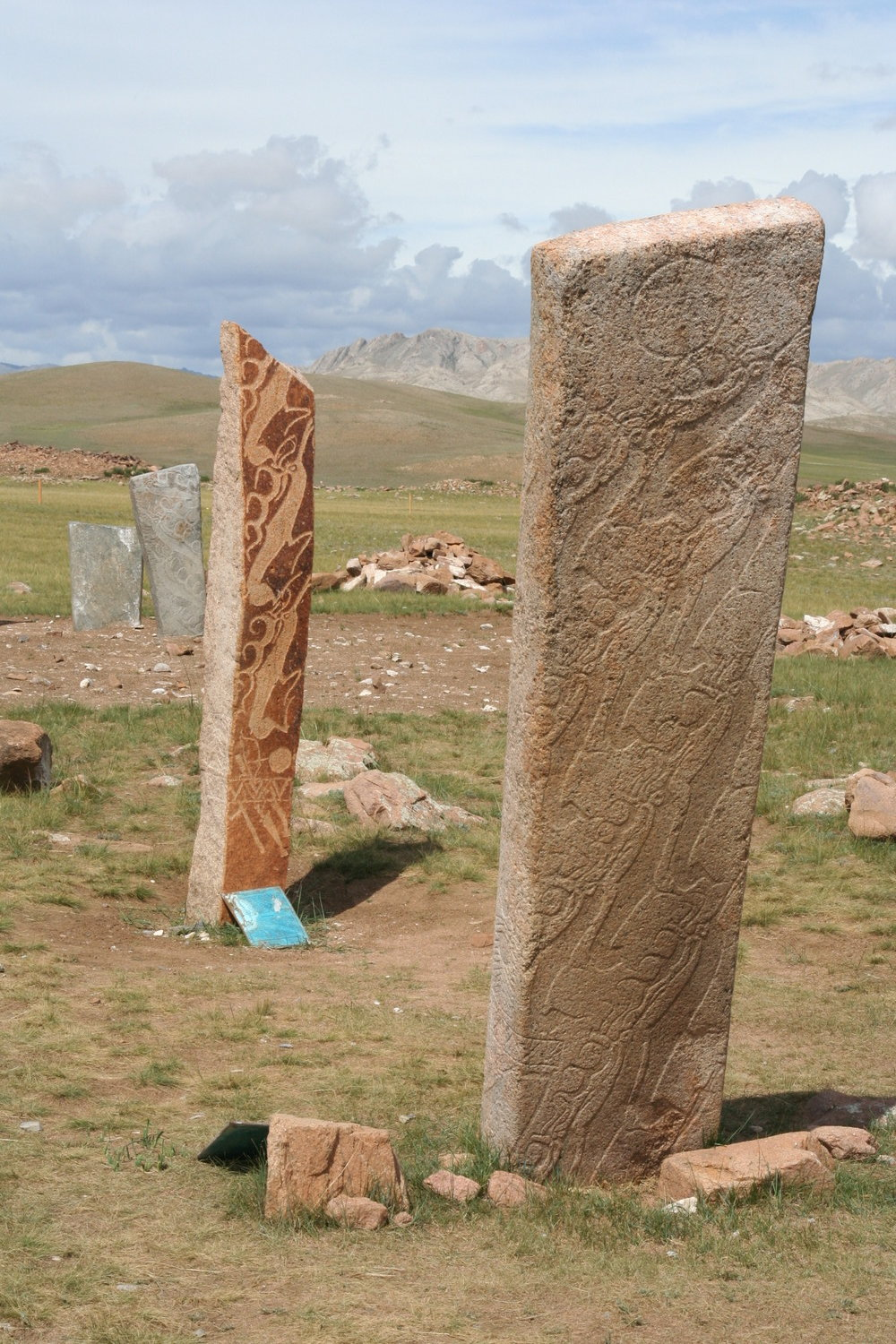
Монголія
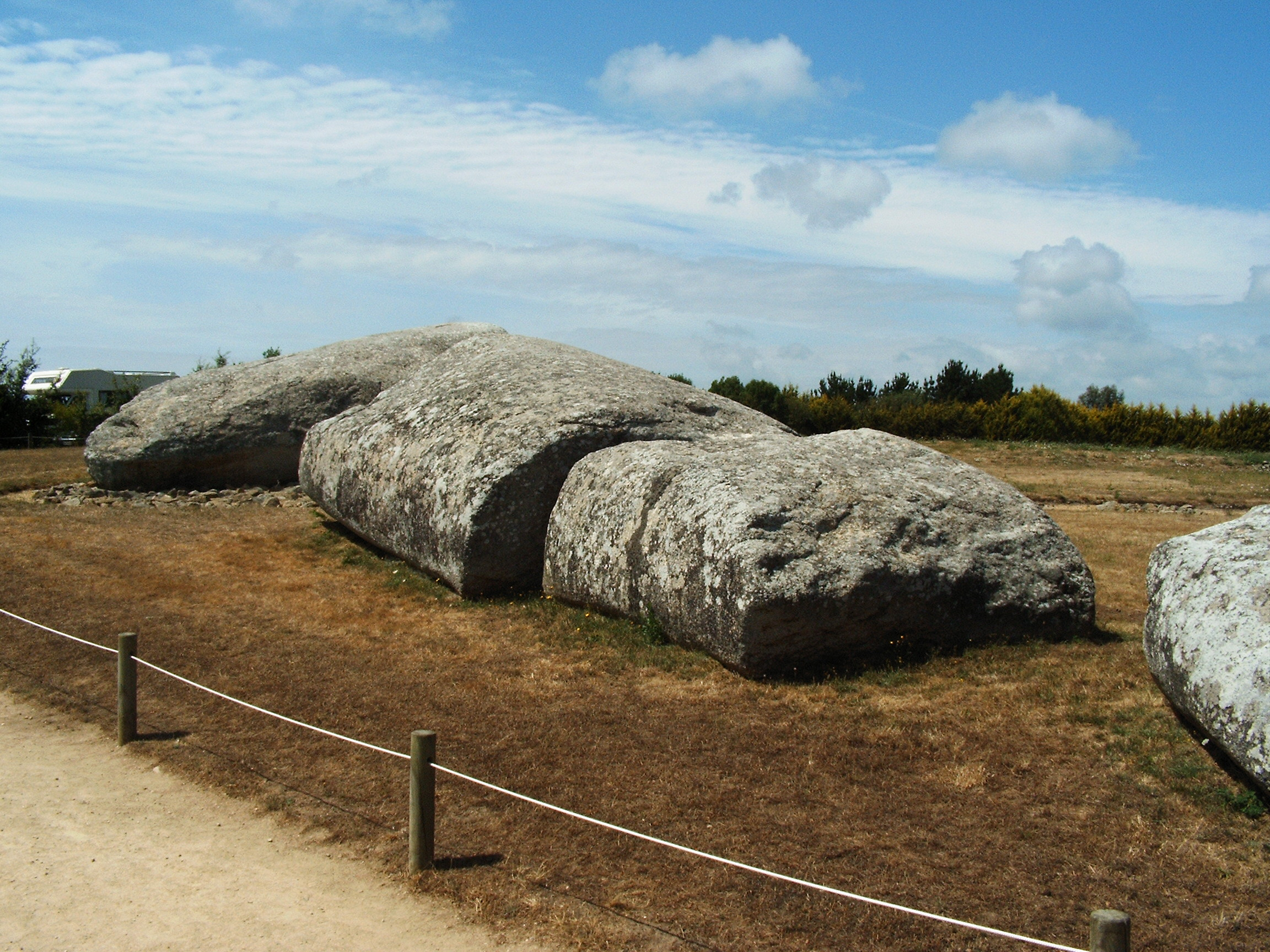
Морбіан, Франція
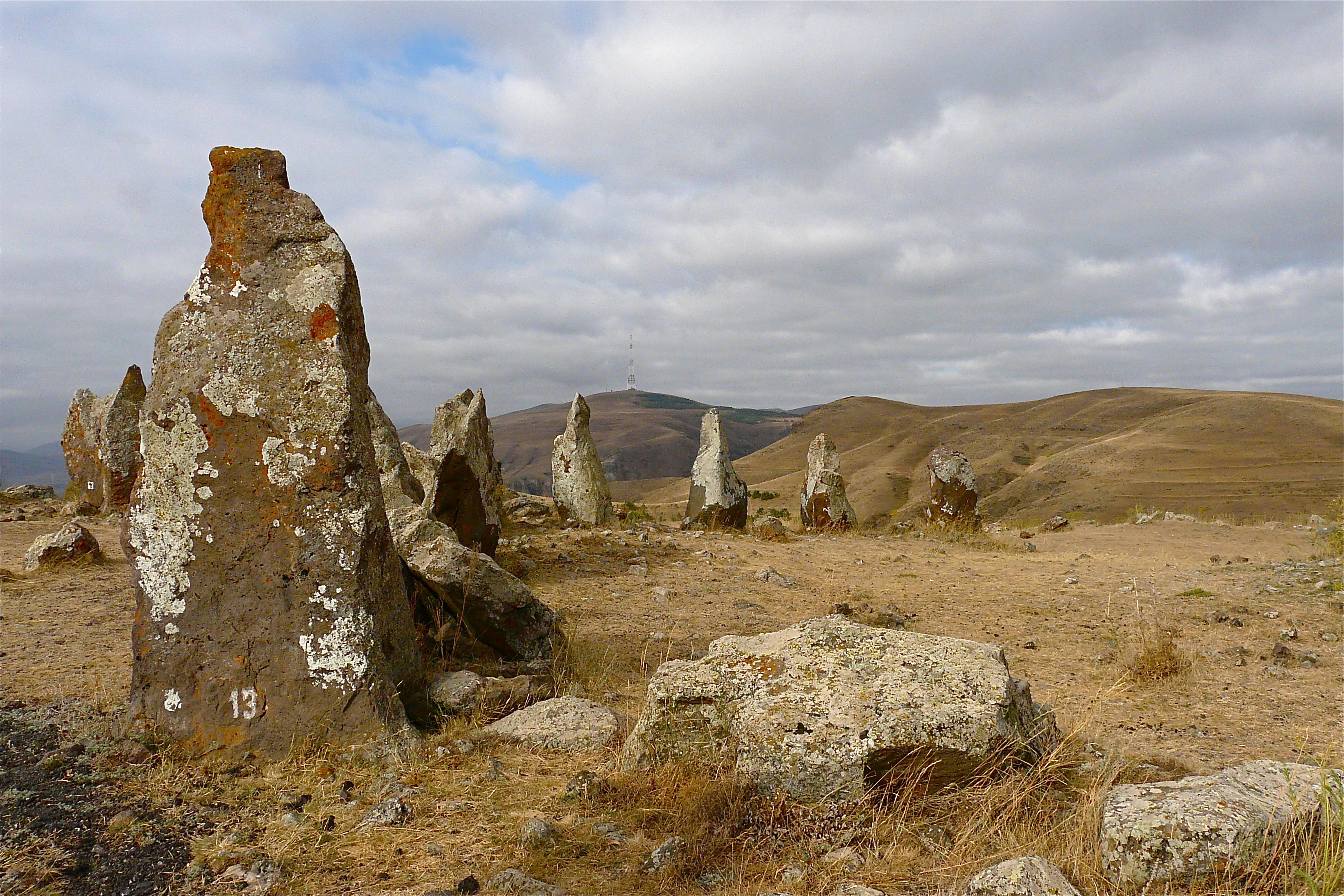
Зорац Карер, Вірменія
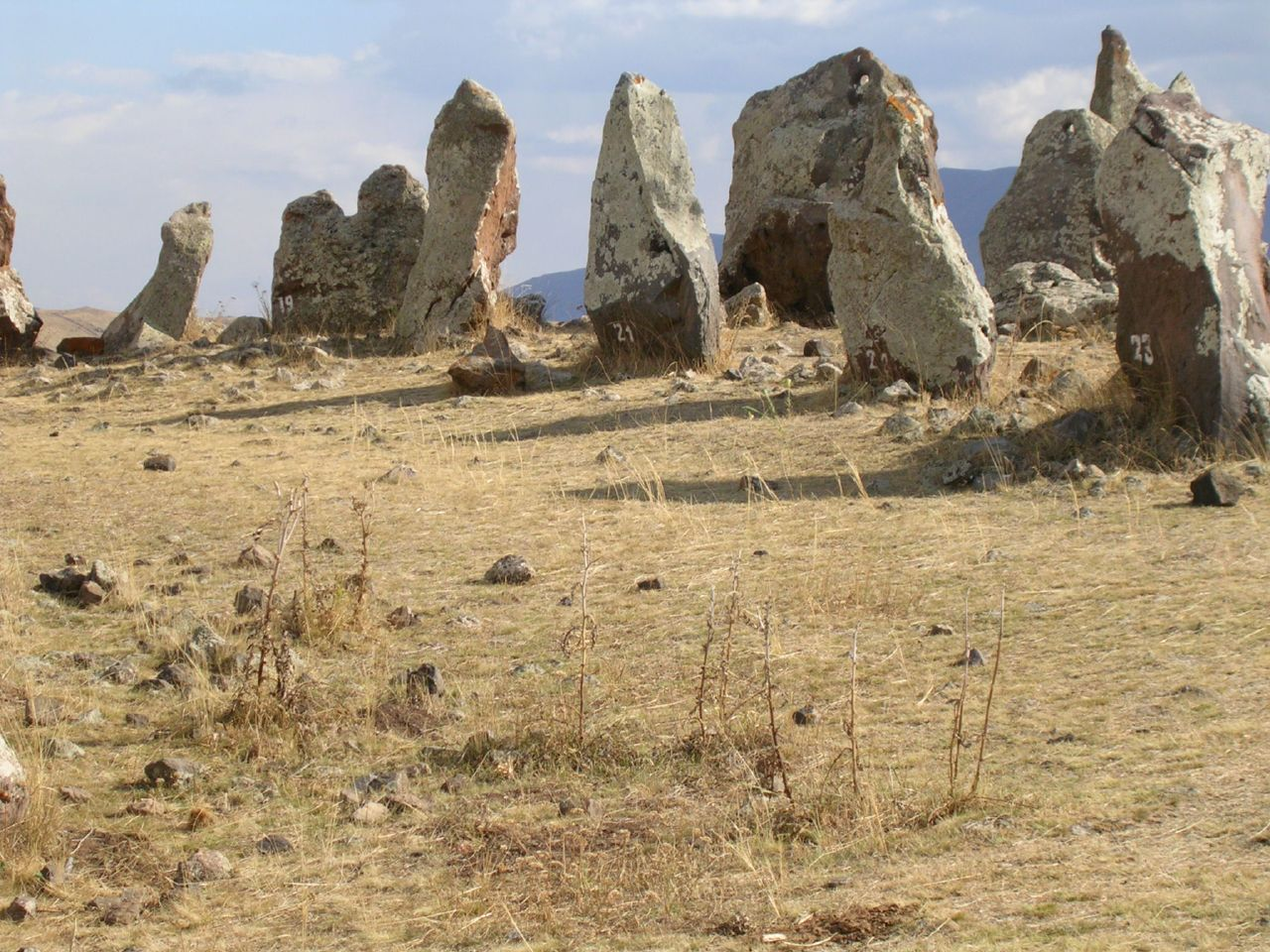
Зорац Карер, Вірменія
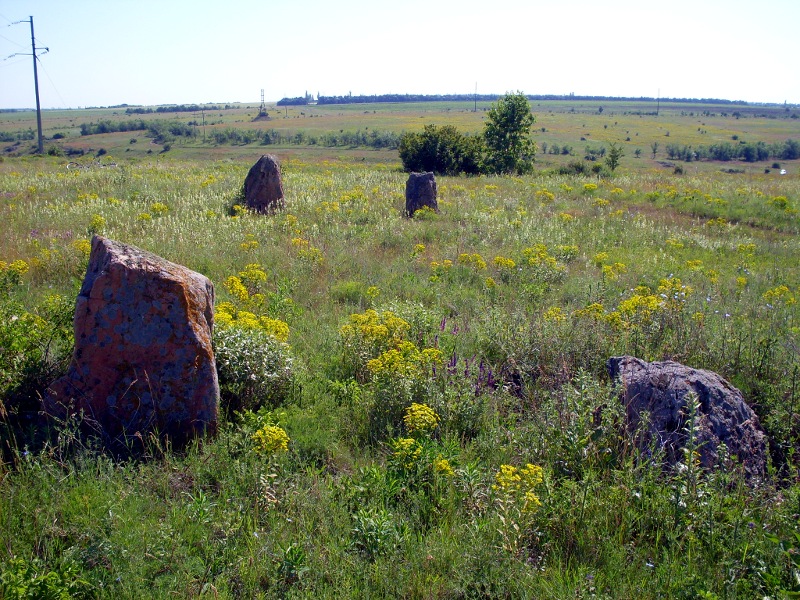
Україна

## Культура епохи бронзи і заліза
Епоха бронзи (ІІ тис. до н. е.) ознаменована відкриттям бронзи (сплаву олова і міді) та її поширення викликали принципові зміни в житті суспільства. Поліпшилася обробка землі, що сприяло подальшому вдосконаленню виробництва. Люди дістали можливість вести господарство однією сім'єю, в розпорядженні якої залишалися всі надлишки виробленого. Зароджувалася приватна власність, майнова диференціація. Значно розширився обмін і контакти між окремими районами. Почалися війни за оволодіння худобою, орною землею, металом. З'явилися військові керівники, виник культ вождя. Особливе ставлення до вождя як до героя зберігалося після його смерті. Саме в епоху металу входять у звичай великі поховальні споруди — кургани. Розміри курганів, кількість і якість речей, якими їх заповнювали, свідчать про статус вмерлого в суспільстві. Багато курганів епохи бронзи вивчено на території України.
Обробка металу вимагала великої майстерності і спеціалізації, тому ливарна справа, як і гончарна, а пізніше ткацька, стає самостійною галуззю. Одним з основних видів творчості стала художня обробка металів. Досить швидко людина оволоділа різними її видами: кування, лиття, карбування, гравіювання по металу. Виготовлялися найрізноманітніші металеві прикраси: браслети, каблучки, сережки, підвіски, бляшки, які нашивалися на одяг, пояси, пряжки. Особлива увага приділялася зброї. З'являються дрібні литі скульптурні зображення. Зміни в суспільному ладі підкреслює така обставина: жіночі зображення зникають, головним стає чоловічий образ. Подальшого розвитку набрала мегалітична архітектура.

### Залізна доба
Для багатьох народів останній етап розвитку первісного ладу пов'язаний з появою заліза на початку I тисячоліття до н. е. Новий метал був міцнішим і значно поширенішим. Це дало змогу впроваджувати його у всі галузі виробництва, на відміну від бронзи, яку при виготовленні знарядь праці майже не використовували. Там, де раніше не виникла державність, залізна доба в суспільному ладі пов'язана з «військовою демократією». З'являється патріархальне рабство, міцнішають зв'язки між племенами (племінні союзи). Для цього часу характерні грабіжницькі війни. Вони сприяли розвитку військової техніки, військової організації, піднесенню військових керівників. Новим у розвитку мистецтва можна вважати появу спеціалізації, виділяються художники, співаки, розповідачі. Провідним видом творчості надалі залишається прикладне мистецтво.

### Скіфська культура
З європейських культур залізної доби одна з найяскравіших і найцікавіших для нас — скіфська культура (VII ст. до н. е. — III ст. н. е.). Скіфська культура — це культура багатьох кочових, напівкочових і землеробських племен, які жили на широкому просторі Євразії — в Північному Причорномор'ї, на Кубані і на Алтаї. Збереглася велика кількість скіфських могильників і городищ. Багато відомостей про скіфів залишили античні автори, особливо Геродот. Опис скіфських племен є в одному з творів Гіппократа.
Скіфи-землероби отримували добрі врожаї пшениці, яка конкурувала на грецькому ринку з єгипетською. Високо цінувалися скіфські коні. У свою чергу, греки ввозили до Скіфії вино, кераміку, ювелірні вироби. Торгівля йшла через грецькі колонії: Ольвію (поблизу сучасного Миколаєва), Херсонес (Севастополь), Пантікапей (Керч) та інші.
За свідченням Геродота, у скіфів був звичай за межами свого поселення викладати великі горби з хмизу, а на їх верхівку ставити меч. Такій споруді поклонялися, а потім спалювали. Скіфи зводили курганні насипи значних розмірів, іноді завершуючи їх кам'яними скульптурами чоловіків-воїнів. На Полтавщині декілька десятків років ведуться розкопки так званого Більського городища, яке, на думку деяких авторитетних фахівців, є залишками столиці Скіфії — легендарного міста Гелон.
У похованнях скіфів знаходять чудові вироби прикладного мистецтва: прикраси, парадну зброю, кінську збрую, посуд. Всесвітню популярність отримала золота пектораль з кургану Товста могила на Дніпропетровщині. В орнаментах, дрібній пластиці, прикрасах побутових речей одне з головних місць займає тваринний світ, а саме: декоративні зображення тварин або окремих частин їх тіла (кіготь, дзьоб, голова). Такий напрям у прикладному мистецтві отримав назву «звіриний стиль». Існували певні закономірності, наприклад, риба зображалася тільки на кінських налобниках. Це доводить, що зображення відігравали не тільки естетичну, але й магічну роль. Скіфський звіриний стиль має свої особливості, одна з яких — об'єднання реалізму з декоративними мотивами. Наприклад, на золотій прикрасі для щита з Костромського кургану на Кубані тіло оленя зображене реалістично, а роги — абсолютно неправдоподібної форми. Але композиційно виникає єдиний образ: завитки рогів, розташовані вздовж усієї спини тварини, підкреслюють легкість і стрімкість оленя.
Унікальні пам'ятки культури скіфського часу знайдені на Алтаї, в Пазирикських курганах. Завдяки кліматичним та геологічним особливостям вода, що потрапила у внутрішньокурганний зруб, замерзла, і таким чином збереглися вироби з дерева, шкіри, хутра, тканини. Археологи змогли навіть вивчити татуювання на тілі похованого вождя.
З появою сарматських племен скіфи були витіснені в Крим, де склалося державне утворення на чолі з царем Скілуром. Столицею став Неаполь Скіфський, який розташовувався на місці сучасного Сімферополя. Загинуло місто у II столітті н. е., коли почастішали зіткнення з сарматами, а потім з готами.

## Найдавніші релігійні уявлення
Походження і розвиток людської духовності є однією з найскладніших і найцікавіших наукових проблем, у розв'язанні якої беруть участь всі науки про людину. Десятки тисячоліть біологічної еволюції були також часом кристалізації людської розумності та емоційності. Людина обживала світ не тільки в прямому значенні слова, вона обживала його і своєю думкою, збагачуючи себе враженнями і знаннями, формуючи те, що називається духовною традицією. Ця традиція формувалася надзвичайно повільно, на найменше зрушення витрачалися тисячоліття, але саме в первісне мислення, в первісну духовність проникає своїм корінням весь інтелектуальний світ, вся невичерпна духовна істота сучасної людини.

### Тотемізм
Перші релігійні уявлення виникають уже в палеоліті у зв'язку з особливим ставленням до тваринного світу. Надзвичайно поширеним був на території Європи своєрідний культ ведмедя (дослідники вважають, що мова йшла про печерного ведмедя). Археологам відомі численні культові сховища черепів цього викопного хижака — у Франції, Швейцарії, Австрії, а також в Україні (Іллінка Одеської області). З цього моменту можна впевнено говорити про виникнення тотемізму.
Тотемізм — віра в тварину або рослину, яку давні люди вважали предком роду, з якою зв'язували своє існування і добробут. Частіше тотем був твариною, рідше — рослиною. Тотему приписувалися надприродні можливості, йому поклонялися. Тотемізм набув значного поширення, він існував у всіх народів на первісній стадії. Племена індіанців Північної Америки під час появи там європейців носили імена своїх тотемів. У світі тотемів вживаються такі самоназви, як «люди-леопарди», «люди-антилопи». Ставлення до тотемних тварин буває різним. В одних народів суворо заборонено полювання на тотемну тварину і вживання її м'яса, в інших — особливий ритуал поїдання м'яса тотема.
Залишки тотемізму ми бачимо у світі фольклору. У чарівних казках тварини мають надзвичайні здібності, вони часто сильніші за людину, стають її другом, захисником. З тотемізмом пов'язані, очевидно, і перекази про «перевертнів».

### Магія
На дуже ранніх етапах історії виникають і різноманітні магічні уявлення та відповідні дії. Деякі дослідники саме в цьому вбачають специфічну і корінну відмінність первісного мислення від сучасного. Магія — дії та обряди, що здійснюються з метою вплинути надприродним шляхом на довкілля, тварин або людину. Основою магії є уявлення про загальний зв'язок всіх речей і явищ природи, про можливість впливати на ціле через його частину, на людину або тварину — через зображення, спрямовувати хід розвитку подій, заздалегідь імітуючи їх. Наприклад, практично всі племена тропічної Африки, Австралії вірять, що володіння нігтями, волоссям, частинами одягу дає владу над людиною. Тому, якщо волосся і нігті зрізують, то їх ретельно збирають і ховають. Особливо охороняється вождь, оскільки вважається, що від його самопочуття залежить доля всього племені.
Магія за своїми цілями буває багатьох видів: лікувальна (одна із складових народної медицини — замовляння, шепотіння), шкідливоносна (насилання «причини», «зурочення»), любовна («причарування»), промислова (забезпечення успіху полювання), аграрна («стимулювання» сил родючості) тощо.
Одна з найпоширеніших теорій пов'язує походження мистецтва саме з магічними ритуалами, які здійснювалися над зображеннями тварин і мали забезпечити вдале полювання. Типовим є етнографічний опис, що належить досліднику Африки Лео Фробеніусу. Його експедиція зустріла групу мисливців-пігмеїв, яка складалася з трьох чоловіків і жінки. Через нестачу провізії він звернувся з проханням убити антилопу, але був здивований, коли, в принципі погодившись, пігмеї відповіли, що сьогодні без необхідних приготувань на полювання вони не підуть. 
| «Надто зацікавлений дізнатися, в чому ж полягають приготування цих людей, — пише Фробеніус, — я встав задовго до сходу сонця і прокрався в кущі… Вже з початком світанку чоловіки прийшли сюди, але не самі, а разом з жінкою. Вони сіли на землю, повисмикували траву на невеликій поверхні і розрівняли її руками. Потім один з чоловіків сів навприсядки і намалював щось пальцем на піску. Протягом всього цього часу чоловіки і жінка бурмотіли якесь заклинання. Далі — тиша очікування. Нарешті сонце з'явилося на горизонті, і один з чоловіків з натягнутим луком наблизився до розчищеного клаптика землі і націлив на нього лук. Минуло декілька хвилин, і промені сонця торкнулися зробленого на землі малюнка. В ту ж мить з швидкістю блискавки відбулася така сцена: жінка підвела руки, мовби для того, щоб схопити сонце, вимовляючи незрозумілі звуки, чоловік спустив стрілу, жінка закричала ще голосніше; потім чоловіки з їх зброєю стрибнули в гущавину чагарника. Жінка пішла до табору. Я, почекавши, підійшов і побачив, що на вирівняному місці була намальована антилопа, в шию якої встромилася щойно випущена стріла. Коли мисливці повернулися з антилопою, убитою в шийну вену, вони, віддавши здобич, негайно віднесли до малюнка клаптик вовни убитої антилопи і посудину, наповнену її кров'ю, а потім забрали стрілу і знищили зображення». |
Система магічних дій включає особливу обрядовість і особливі предмети — фетиші (фетиш — слово французького походження, воно означає талісман, амулет). Фетишизм — віра в надприродну силу матеріальних предметів. У стародавньої людини об'єктами поклоніння були камені (особливо незвичайних розмірів і форм), дерева (або цілі священні гаї). Форми поклоніння були різними: від принесення жертв до спричинення шкоди. В наші часи фетишизм є складовою частиною всіх розвинених релігій — поклоніння хресту і носіння натільного хреста в християнстві, священний камінь (метеоритного походження) в мечеті Кааба у мусульман і т.ін.
Виконавцями магічних обрядів поступово стають особливі люди — знахарі, чаклуни, шамани, тобто виникає шаманізм. Таким людям приписувалася здатність спілкуватися з надприродними силами, впливати на них за своїм бажанням, подорожувати у потойбічний світ. Як показують етнографічні спостереження, шамани бувають умілими гіпнотизерами, ілюзіоністами, а також і співаками, поетами, розповідачами. Можна пригадати відносно недавню газетну сенсацію, пов'язану з публікацією матеріалів про «безкровні операції» філіппінських цілителів. На російській півночі, де сильно розвинений був шаманізм, знаходилося немало «свідків» того, як шамани літали, оживляли мертвих, бачили за сотні верст, створювали своїх і чужих двійників.

### Анімістичні уявлення
Перші поховання належать неандертальцям. Одна з найцікавіших для науки знахідок — поховання двох хлопчиків на річці Сунгір (північ Росії) 23 тисяч років тому. Одяг похованих був багато прикрашений намистинами, списи і кинджали з бивня мамута красиво оздоблені різьбленням. Вивчаючи поховання в горах Загра (Ірак), вчені за аналізом пилку встановили, що останки покоїлися на ложі з квітів. Якщо смерть супроводжувалася ритуалом, це означає, що вона була пов'язана з низкою відповідних уявлень. Цей комплекс уявлень отримав назву — анімізм (від латинського — «душа»).
Анімізм — віра в існування душ і духів. Анімістичні образи — це, по-перше, душі живих людей; по-друге, духи померлих пращурів (тому анімізм нерозривно пов'язаний з культом предків); по-третє, уособлення сил природи (душі озер, гаїв, вітрів тощо).
Обряд поховання у давніх людей був досить складний. Померлих ховали в заглибленнях і ямах, клали на спину, чи на бік в зігнутому положенні, іноді голови огороджували кам'яними плитами. Мертвих наряджали і клали поруч з ними посуд, знаряддя праці, їжу і різні цінні предмети. Наявність поховального інвентарю пояснюється по-різному: або люди намагалися таким чином відігнати смерть від себе, запобігти помсті померлого, або хотіли забезпечити всім необхідним для життя в потойбічному світі, або давали речі в дорогу, щоб померлий добрався до світу предків і знайшов там спокій. У більшості поховань знаходять червону охру — своїм кольором вона нагадує кров — символ життя. Вичерпного пояснення цього ритуалу поки що не існує.

### Есхатологія
Етнографи зібрали великий матеріал, що характеризує первісні уявлення про душу і потойбічний світ. Адже анімізм властивий усім народам. Ці уявлення містять картини «відлітання» душі вмерлої людини з світу живих, її мандрівок в далеку країну мертвих (в українців це — вирій), а також описи життя, що чекає душу в потойбічному світі. Як писав відомий дослідник первісності Е. Тайлор, «небагато предметів будять в умах поетів-дикунів такі сміливі і живі уявлення, як думка про майбутнє життя».
Розташування країни духів могло бути різним — під землею, на землі, на Місяці, на зірках. Але вони чітко діляться на дві великі категорії: на думку одних — життя душі в царстві мертвих буде щасливим, а на думку інших — частина душ у потойбічному світі втішається, а частина — страждає. Більшість народів вважала, що душі померлих можуть приходити з царства тіней, відвідувати живих у сні, протегувати їм у земних справах або ж, навпаки, заважати.
Можна простежити, як разом з розвитком самої людини, ускладненням її діяльності, суспільного устрою розвивалися уявлення про навколишній світ. Імовірно, що перші магічні, тотемічні, анімістичні вірування переважають протягом усього верхнього палеоліту. Наприкінці цього періоду вони переросли у певні культи. Таким був, імовірно, культ жінки-праматері («палеолітичні Венери»). З виникненням землеробства і скотарства у неоліті пов'язана поява землеробських культів, поклоніння Сонцю, стихіям, виникнення певної картини світу. Поступово утвердилася трирівнева система світобудови: підземний світ — помешкання божеств, зміїв, чудовиськ, земний світ — світ людей, живої природи, небесний світ — помешкання більшості божеств і душ померлих. Три цих світи втілювали в орнаментах на неолітичній кераміці, уявлення про них залишаються й потім. Виникли стійкі міфологічні образи, що пізніше склалися в цільну міфологію.
Протягом первісної епохи внаслідок дуже тривалого біологічного розвитку самої людини, вдосконалення її матеріальної культури, розвитку видів діяльності (від мисливства і збиральництва до землеробства і скотарства), еволюції мистецтва (від перших примітивних зображень через розквіт первісного реалістичного мистецтва до складних абстрактних образів, виражених в орнаменті), ускладнення і розшарування суспільства, поглиблення уявлень про навколишній світ були закладені фундаментальні основи всієї сучасної людської культури.